# Borsod vármegye

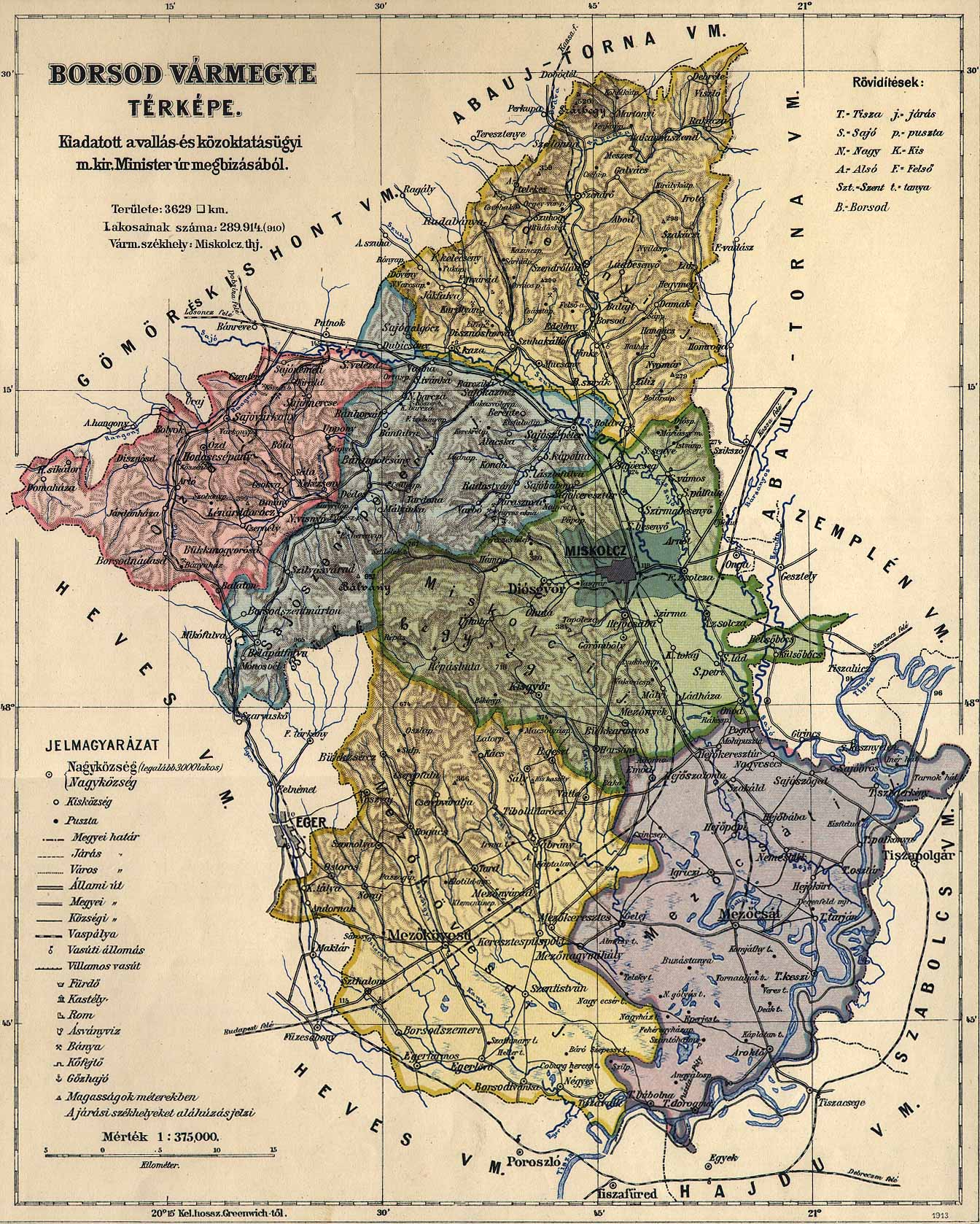
Borsod vármegye közigazgatási térképe 1910-ből

Borsod vármegye (németül: Borschod; latinul: Comitatus Borsodiensis) közigazgatási egység volt Magyarország északkeleti részén 1923-ig, majd 1939–1945 között. A megye az 1920-as trianoni békeszerződés után is teljes egészében Magyarország része maradt. 1923–39 között Borsod, Gömör és Kishont k.e.e. vármegye, majd 1945–50 között Borsod-Gömör vármegye része volt, az 1950-es megyerendezés után pedig Borsod-Abaúj-Zemplén megye része lett.

## Földrajza
Borsod vármegye a Sajó alsó vízvidékét, a Bükk hegységet és az alatta elterülő síkságot ölelte fel egészen a Tiszáig. Nagyobbik része hegység, kisebbik déli része síkság. Északról Abaúj-Torna és Gömör-Kishont vármegyék, keletről Abaúj-Torna, Zemplén és Szabolcs vármegyék, délről Hajdú és Heves vármegyék, nyugatról pedig Gömör-Kishont, Nógrád és Heves vármegyék határolták.

## Története
A vármegyét Szent István király hozta létre az államalapítás és a királyi vármegyerendszer megszervezése idején valószínűleg az Örsúr nemzetség földjein.
Központja, Borsod vára a legtöbb, a tatárjárás előtt épült városhoz hasonlóan földvár volt, a mai Edelény közelében állt. A vár feltehetőleg első ispánjáról, Borsról kapta a nevét, aki vagy Géza fejedelem vagy Szent István idején élt.
A 14. század elején alakult meg a szomszédos Torna vármegye; Borsod határai érték el azt az állapotot, ami azután hatszáz éven át többé-kevésbé változatlan maradt. A helynevekből ítélve a népesség nagy része magyar volt; később más népcsoportok is letelepedtek: a 10. század végén, 11. század elején besenyők, a 11-12. században úzok. A betelepülésekre a helynevek is utalnak, például Szirmabesenyő és Ózd.
A megye egyházközségei a kezdetektől fogva az Egri püspökséghez tartoztak. A területen több kolostort is alapítottak, Százdon például az Aba nemzetség a 11. században, Boldván a királyné a 12. században, Kácson az Örsúr nemzetség, Tapolcán a Miskolc nemzetség, Bélháromkúton az egri püspök, 1232 után.
A tatárjárás kezdetét jelző muhi csata Borsod megye területén zajlott, Muhi ma is létező község mellett, 1241. április 11-én. A kétéves invázió alatt a megye 69 településéből 16 teljesen elpusztult.
1248-ban, mikor IV. Béla elrendelte a kővárak építését, Borsod megyében is számos új vár épült (Cserépvár, Csorbakő, Dédes, Diósgyőr, Szendrő, Éleskő), többségük korábbi, elpusztult földvárak helyén. A boldvai kolostor az 1285-ös második tatárjárás idején pusztult el.
Az 1332–1335-ös pápai tizedjegyzés szerint Borsodnak 91 plébániája volt. Ekkor kb. 240 falu állt a megye területén. Az 1526-os mohácsi csata előtt a megyében 13 vár, 13 mezőváros (köztük Miskolc és Mezőkövesd) és 250 falu állt, ezek különböző földesurak (köztük az egyházmegye és több kolostor) tulajdonát képezték. A megye főispánja a diósgyőri vár várnagya vagy kapitánya volt.
1566-ban a törökök átmenetileg elfoglalták Dédes és Diósgyőr várait, a mezőkeresztesi csata (1596. október 26-28.) után pedig rövid időre Miskolcot is. 1613 és 1660 közt Borsod vármegye székhelye a stratégiai fontosságú végvár és mezőváros, Szendrő. A vármegye egyes részei 1687-ig álltak török uralom alatt.
1707-ben a megyében (Ónod település mellett) zajlott a Rákóczi-szabadságharc egyik fontos eseménye, az ónodi országgyűlés.
1724-ben született a döntés arról, hogy Miskolcon építik meg Borsod vármegye megyeházáját. A város így hivatalosan is a megye székhelye lett. A megyeháza épülete 1825–1827 közt készült el.

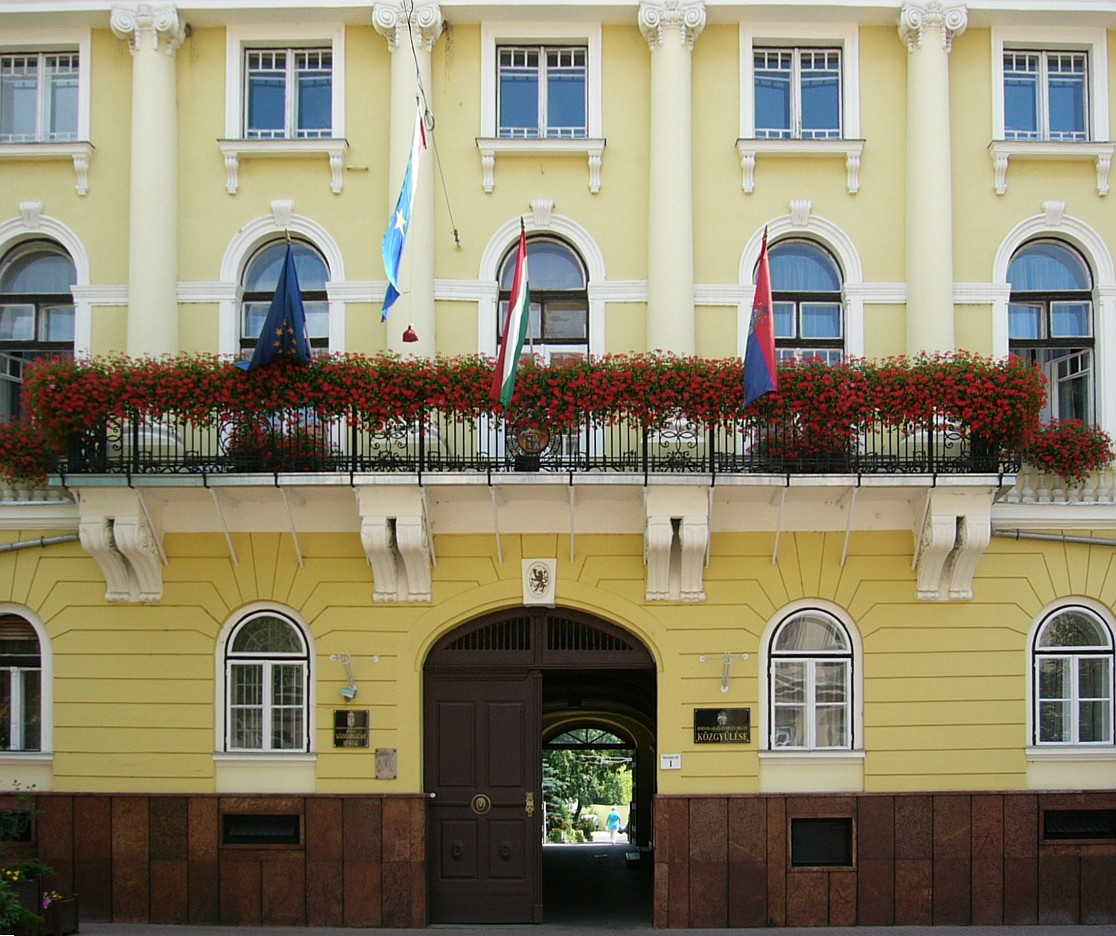
Borsod (később Borsod-Abaúj-Zemplén) megyeházája Miskolcon. Az eredeti épület helyén épült 1811–1836 között.

A 19. században kisebb közigazgatási változások történtek: 1807 és 1812 közt Szőlőske, Cegléd, Tihamér, Almagyar, Felnémet és Bekölce községek (ma közülük több is Eger városrésze) Borsod megyétől a szomszédos Heves vármegyéhez került, míg Egerfarmos, Ivánka, Szőkepuszta és a kistályai malom Hevestől Borsodhoz. 1850-ben több más borsodi települést is szomszédos megyékhez csatoltak: Andornakot, Kistályát és Felsőtárkányt Heveshez, Domaházát és Sikátort Gömörhöz és Kishonthoz. Onga, ami azelőtt Abaúj vármegyéhez tartozott, és Külsőböcs, ami Zemplénhez, Borsod vármegye részeivé váltak. 1907-ben Miskolc törvényhatósági jogot kapott, jogilag kikerülve a vármegye hatósága alól.
Az első világháború és a trianoni békeszerződés Borsod vármegye területét közvetlenül nem érintették, határai változatlanok maradtak, de a szomszédos vármegyék közül az 1882-ben egyesített Abaúj-Torna területének 48%-át, Zemplén 72%-át, Gömör-Kishont pedig 92,5%-át veszítette el az újonnan alakult Csehszlovákia javára. Borsodot és Gömör-Kishont Magyarországon maradt részét 1923-ban Borsod, Gömör és Kishont közigazgatásilag egyelőre egyesített vármegye néven, Miskolc központtal egybecsatolták.
1919-ben a megyének 177 faluja volt, közülük 13-nak volt 2000 főnél nagyobb népessége.
Az első bécsi döntés 1938. november 2-án Gömör és Kishont elcsatolt részeit visszaadta Magyarországnak. Borsod és Gömör-Kishont újra függetlenné váltak.
A második világháború után, a bécsi döntések érvénytelenné válásával az előbb említett területek újra Csehszlovákia részévé váltak; Gömör-Kishont területének Magyarországon maradó 7,5%-át 1945-ben ismét Borsodhoz csatolták Borsod-Gömör néven. 1950. január 1-jével, amikor a háború utáni helyzetet rendező nagy 1950-es közigazgatási reform életbe lépett, Abaúj-Torna és Zemplén országhatáron belül maradt részeit egyesítették Borsod-Gömörrel, létrehozva a mai Borsod-Abaúj-Zemplén megyét.
Ma az egykori Borsod vármegye területe Borsod-Abaúj-Zemplén leginkább városiasodott és iparilag legfejlettebb területe; a megye teljes népességének közel a fele itt él és a megye három legnagyobb városa – Miskolc, Ózd és Kazincbarcika – itt található. A köznyelvben „Borsod megye” néven gyakran (helytelenül) egész Borsod-Abaúj-Zemplént hívják.

## Lakói
- A lakosság száma 1857-ben[2]  170 384 volt. Közülük 167 835 magyar (98,50%), 560 német (0,33%),1 893 szlovák (1,11%) anyanyelvű volt.
- A lakosság száma 1880-ban 195 980 volt. Közülük 174 900 magyar (89,24%), 2 250 német (1,15%), 10 462 szlovák (5,34%), 455 rutén (0,23%) anyanyelvű volt.

| 1782    | 1869    | 1880    | 1890    | 1900    | 1910    | 1941    | 1949     | 2001      |
| 134 223 | 193 707 | 193 839 | 216 794 | 255 194 | 289 492 | 382 324 | 387 167* | 739 143** |

* Borsod-Gömör
** Borsod-Abaúj-Zemplén
A Pallas nagylexikon szerint 1891-ben a nemzetiségi megoszlás: 202 896 (93,6%) magyar, 3160 (1,5%) német és 9738 (4,5%) szlovák, tehát az ország egyik legmagyarabb megyéje volt; 1881–1891 között a magyarság száma 21 337 fővel (13,1%) nőtt.
Felekezeti megoszlás: 109 412 római katolikus, 10 986 görögkatolikus, 5373 ágostai hitvallású evangélikus, 77 038 helvét és 13 880 izraelita.
A Magyar katolikus lexikon adatai alapján 1910-ben a megyének 289 492 lakosa volt (281 871 magyar, 2379 német, 4115 szlovák; felekezeti megoszlás szerint 160 699 római katolikus, 14 086 görögkatolikus, 7299 evangélikus, 88 856 kálvinista, 18 346 izraelita). Az ország 63 megyéjéből területe alapján a 39., népessége alapján a 23., népsűrűség (80 fő/km²) alapján a 11. legnagyobb volt. 1899 és 1913 közt Borsod megyéből 23 797 fő emigrált, ebből 7313 tért vissza; a véglegesen kivándoroltak számát tekintve a 18. helyen állt a megye.
1941-ben a megyének 382 324 lakosa volt (378 303 magyar, 272 német, 240 szlovák, 165 román, 210 rutén, 2103 cigány és 2324 egyéb; 225 476 római katolikus, 19 625 görögkatolikus, 226 ortodox, 8657 evangélikus, 109 809 református, 105 unitárius, 970 baptista, 16 997 izraelita, 164 egyéb felekezetű.

## Gazdaság
A lakosság fő foglalkozása a földművelés és állattenyésztés volt, de a 19. század utolsó éveiben a kereskedelem és ipar is lendületet vett. Az ipar főleg a bányászatra irányult. Ezenkívül jelentős volt még a vasipar, mely a rima-murány-salgótarjáni vasmű részvénytársaság ózdi henger- és nádasdi lemezgyárában (1890. évi termelés 304 900 mázsa; 1400 munkás) és a diósgyőri magyar királyi vas- és acélgyárban (1890. évi termelése 408 840 mázsa túlnyomóan acélsín 3 1/2 millió forint értékben; 1423 munkás) virágzott leginkább.
Említést érdemel a gépgyártás (Miskolcon 3 gépgyár és vasöntő volt 1890-ben), az agyagipar (miskolci tömörkőedénygyár, apátfalvai kőedénygyár), az üvegipar (gyertyánvölgyi üveggyár, 43 munkás), a faipar (alsóhámori hajlított fabútorgyár), a papíripar (Diósgyőri Papírgyár), a malom-, szesz- (Poga), ecetipar (Miskolc). A kisipar ekkor rohamosan hanyatlott, jelentékenyebb ágai a fazekasipar, mellyel egész falvak foglalkoztak; kalap- és szabóipar; a házi ipart csak kis mértékben űzték: a szalma-, gyékény- és fűzvesszőfonás a tiszamenti részeken dívott, de kisebb terjedelemben, mint régebben.
Az ipartestületek száma 1890-ben 4 volt. A kereskedelem főbb cikkei: a gabona, mely Miskolcon (a magyarországi terménykereskedés egyik fő gócpontján) és Mezőkövesden került piacra, továbbá a bor (főbb piacai: Miskolc, Sajószentpéter, Emőd, Diósgyőr), gyümölcs és szőlő, élőállatok (Miskolc, Mezőkeresztes, Mezőkövesd, Sajószentpéter), állati termények (tej Miskolcon, Emődről a fővárosba szállították; nyers bőr, gyapjú) és erdei termények (tűzifa, cser).
A kereskedelem és forgalom középpontját, Miskolcot a minden világtáj felé induló vasútvonalak kötötték össze az ország többi részével. Borsod vármegyét hosszában átmetszette a Magyar Királyi Államvasutak budapest–miskolci vonala; Miskolc felől Bánréve, Kassa és Szerencs felé ágazó vasútvonalakkal, oldalágakkal Bánrévéről Nádasdra, Barcikáról Rudabányára és Miskolcról Diósgyőrbe; végül az egri szárnyvonal szintén érintette Borsod megye földjét. A vármegye vasutainak összes hossza 162 kilométer volt. Közútjainak hossza összesen 515 km., ebből 63 km. állami út, 316 km. kiépített és 136 km. kiépítetlen törvényhatósági út. Hajózásra csak a Tisza alkalmas.

## Közigazgatása
Első ízben a törvényhatóságokról szóló 1886. évi XXI. törvénycikk írta elő, hogy a járásoknak állandó székhelye kell legyen. Ettől kezdve Borsod vármegye hat járásra oszlott, csupán 1940-ben szerveztek egy hetediket. A járások 1910-ig megőrizték történelmileg kialakult elnevezéseiket, akkortól kezdve azonban székhelyük nevét viselték.
- Edelényi járás (székhelye Edelény, neve 1910-ig Szendrői járás, székhelye Szendrő)
- Mezőcsáti járás (Mezőcsát)
- Mezőkövesdi járás (Mezőkövesd, neve 1910-ig Egri járás)
- Miskolci járás (Miskolc)
- Ózdi járás (Ózd)
- Sajószentpéteri járás (Sajószentpéter, neve 1910-ig Szentpéteri járás)
- Mezőkeresztesi járás (Mezőkeresztes, 1940-ben alakult)

A vármegyéhez egyetlen rendezett tanácsú város tartozott, Miskolc, de ez is csak 1907-ig, amikor törvényhatósági jogú várossá alakulva kivált a megyéből.